# 드니 부앙가
드니 아타나세 부앙가(프랑스어: Denis Athanase Bouanga, 1994년 11월 11일 ~ )는 프랑스 출생 가봉의 축구 선수로 현재 미국 메이저 리그 사커의 로스앤젤레스 FC에서 공격수로 활약하고 있으며, 가봉 국가대표팀의 일원으로도 활약하고 있다.

## 구단 경력
2018년 7월, 부앙가는 로리앙에서 님 올랭피크로 3년 계약을 체결하고 로리앙에 이적료는 300만 유로로 보고되었다. 2019년 7월 9일, 부앙가는 리그 1의 생테티엔으로 이적했다.
2022년 8월 5일, 부앙가는 500만 달러에 메이저 리그 사커의 로스앤젤레스 FC에 인수되었다. 10월 2일, 그는 포틀랜드 팀버스와의 경기에서 95분에 결승골을 넣어 LAFC의 두 번째 서포터스 실드와 클럽에서의 첫 번째 트로피를 거머쥐었다. 2023년, 뉴잉글랜드 레벌루션과의 경기에서 2골과 1도움을 기록한 후, 부앙가는 리그의 매치데이 3주차에 이름을 올렸다.
2023년 3월 9일, 부앙가는 CONCACAF 챔피언스컵 16강 1차전에서 LD 알라후엘렌세와의 원정 경기에서 0-3으로 승리하며 생애 첫 해트트릭을 기록했다. 한 달도 지나지 않은 2023년 4월 8일, 부앙가는 3-0으로 이긴 오스틴 FC와의 홈 경기에서 자신의 커리어 두 번째 해트트릭을 기록했다.

## 국가대표팀 경력
부앙가는 2016년 5월 28일, 모리타니와의 경기를 위해 가봉 국가대표팀에 처음 소집되었다. 그는 2017년 아프리카 네이션스컵에 참가할 가봉의 최종 명단에 올랐다.
2017년 1월, 그는 가봉에서 열린  아프리카 네이션스컵에 참가하기 위해 가봉의 호세 안토니오 카마초 감독에 의해 선발되어 대회에 출전한 모든 경기에 출전했다. 가봉은 조별 리그 통과에 실패했기 때문에 이번 대회에서 좋은 활약을 펼치며 부르키나파소와 카메룬을 상대로 "토탈 맨 오브 더 매치" 트로피를 두 번 연속 수상할 수 있었다.
2017년 3월 24일, 기니와의 친선 경기에서 국가대표로서 첫 골을 넣었다.
그는 가봉에서 열린 2017년 아프리카 네이션스컵과 카메룬에서 열린 2021년 아프리카 네이션스컵의 일원이었다.